# Hi-Five Soup!
Hi-Five Soup! è il quinto album in studio del gruppo musicale statunitense The Aquabats, pubblicato nel 2011.

## Tracce
1. The Shark Fighter! – 2:56
2. B.F.F.! – 3:20
3. The Legend Is True! – 3:21
4. Radio Down! (featuring Biz Markie) – 3:31
5. Poppin' A Wheelie! – 2:15
6. Hey Homies! – 3:04
7. In My Dreams! – 3:04
8. Just Can't Lose! – 3:39
9. All My Money! – 2:48
10. Pink Pants! (featuring Strong Bad) – 2:31
11. Food Fight On The Moon! – 2:39
12. Luck Dragon Lady! – 3:46

## Formazione

### Gruppo
- The MC Bat Commander (Christian Jacobs) - voce
- Crash McLarson (Chad Larson) - basso, cori
- Eagle "Bones" Falconhawk (Ian Fowles) - chitarra, cori
- Jimmy the Robot (James Briggs) - tastiere, voce
- Ricky Fitness (Richard Falomir) - batteria, percussioni, cori

### Altri musicisti
- Biz Markie - voce in Radio Down!
- Matt Chapman - voce in Pink Pants!
- Chainshaw the Prince of Karate (Courtney Pollock) - chitarre
- Hillary Haynie, Emma J. Deaver, Emily Greathouse, Elisabeth Larson, Cameron Webb, Evan Sinclair, Tyler Jacobs - cori